# Pfarrkirche Pfandl

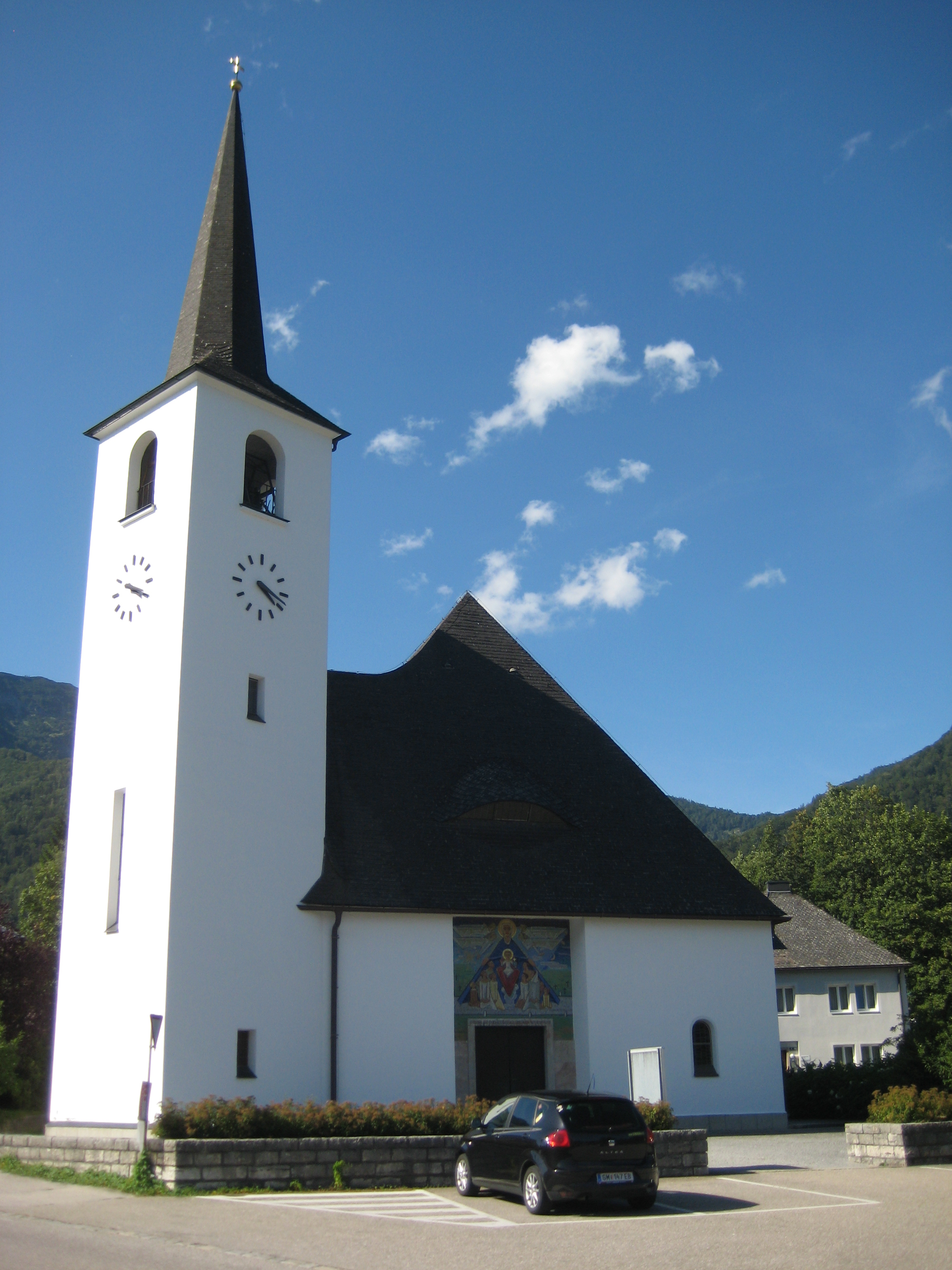
Pfarrkirche Pfandl

Die römisch-katholische Pfarrkirche Pfandl steht nördlich der Wolfgangsee Straße im Ortsteil Pfandl der Ortschaft Haiden in der Stadtgemeinde Bad Ischl im Bezirk Gmunden in Oberösterreich. Sie ist der heiligen Maria an der Straße geweiht und gehört zum Seelsorgeraum Bad Ischl im Dekanat Bad Ischl. Die Kirche steht unter Denkmalschutz. Sie ist die erste Kraftfahrer-Wallfahrtskirche Österreichs.

## Geschichte

### Vorgeschichte
1312 wurde erstmals „Pfennleins in dem Yschelland“ urkundlich erwähnt. Damals war es im Besitz der Nonnen des Stifts Traunkirchen. Damals wurde beim „Mitterpfandler“ salzhaltiges Wasser gefunden. Die Gewinnung von Salz auf diese Weise wurde nach Beginn der Salzgewinnung am Ischler Salzberg eingestellt. Seit dieser Zeit ist für Teile der Ortschaften Steinbruch und Haiden der Flurname „Pfandl“ allgemein üblich.

### Vorgängerkirchen
Zwischen 1845 und 1857 wurde in Pfandl eine kleine hölzerne Kapelle errichtet, die die Form einer Scheune hatte. Dieser Bau wurde 1865 abgerissen und durch eine gemauerte Kapelle ersetzt. In den Jahren 1908 bis 1923 wurde diese Kapelle ausgebaut. Dabei wurde ihr ein kleiner Turm aufgesetzt. Die Kapelle wurde dem Dogma der Unbefleckten Empfängnis Mariens geweiht. Das Altarbild dieser Kapelle war ein barockes Marienbild. Über dem Portal war eine plastische Darstellung des heiligen Leonhard, flankiert von Ochs und Esel, als Schutzpatron der Haustiere. Sie diente als Messkapelle der Stadtpfarre Bad Ischl.

### Heutige Kirche
Nach dem Zweiten Weltkrieg siedelten sich viele Menschen in Pfandl an. Durch den Zuzug an Menschen stieg auch die Zahl der Gläubigen. Die alte Kapelle wurde zu klein. Deshalb wurde der Beschluss gefasst, eine neue große Wallfahrtskirche mit Pfarrheim zu errichten und diese gleichzeitig auch zur Pfarrkirche zu erheben. Im Jahr 1953 wurde ein Kirchenbauverein gegründet, der 1955 ein Grundstück – eine ehemalige Schottergrube – erwarb. Der Bauplan stammt vom Salzburger Architekten Franz Windhager. Im Juli 1957 wurde der Grundstein für das neue Gotteshaus gelegt. Das Turmkreuz wurde im November desselben Jahres aufgesetzt. Die Weihe der ersten „Kraftfahrer-Wallfahrtskirche“ erfolgte am 8. und 9. November 1958 durch den Bischof von Linz, Franz Zauner, Prälat Ferdinand Weinberger und Abt Koloman Holzinger vom Stift Admont. Im Rahmen der Weihe wurden auch erstmals 600 Fahrzeuge geweiht. Ab 1. Jänner 1961 war die Kirche eine eigenständige Expositurkirche. Mit 1. Jänner 1965 war die Pfarrkirche Pfandl eine eigenständige Pfarrkirche.

## Kirchenbau

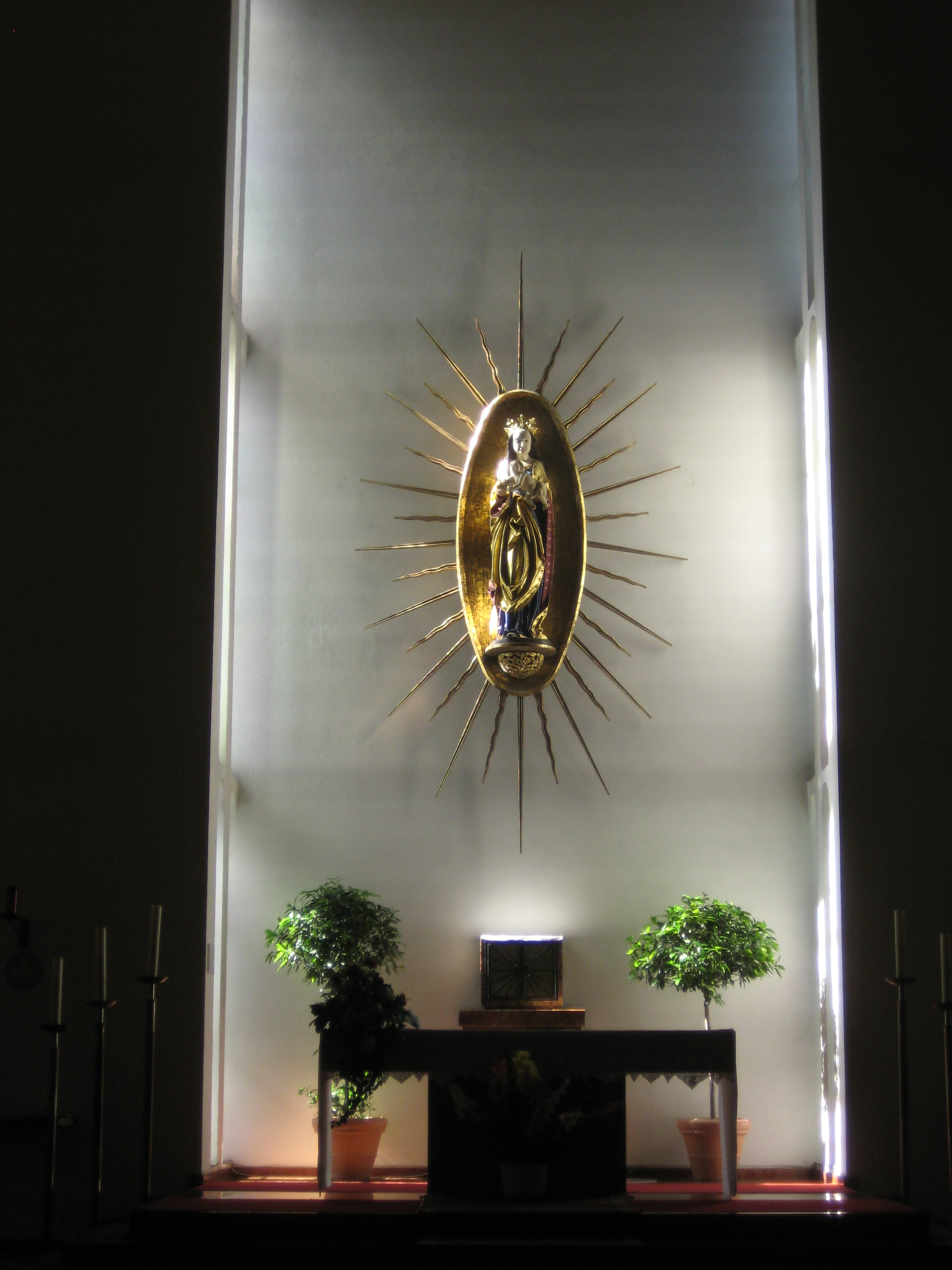
Blick auf den Altar

Der Innenraum der Kirche ist 33 m lang, 16 m breit und 12 m hoch. Der fünfgeschoßige Turm hat eine Höhe von 35 Metern. Im untersten Geschoß des Turmes ist die Taufkapelle untergebracht. Die Kirche ist für 700 Personen ausgelegt und bietet 300 Menschen einen Sitzplatz. Dach und Gewölbe werden von breiten Stützpfeilern getragen. Diese sind durch kleine Gewölbebögen verbunden.
Die neun farbigen Glasfenster zeigen Szenen aus dem Leben Mariens. Sie wurden 1958 von der Künstlerin Schwester Lydia Roppolt entworfen und im Stift Schlierbach hergestellt. Sie haben eine Höhe von 3,6 Metern und eine Breite von 60 Zentimetern.

## Ausstattung
Der Hauptaltar ist der heiligen Maria, der linke Seitenaltar dem Herzen Jesu und der rechte Seitenaltar dem heiligen Christophorus geweiht. Haupt- und Seitenaltäre, Kommunionbank, Weihwasserbecken und Portalverkleidungen sind aus Schwarzenseer Marmor gefertigt, der Boden des Presbyteriums aus hellem Marmor aus Italien. Die Bodenplatten im Langhaus bestehen aus Gosauer Konglomerat.
Im Presbyterium hängt eine von einem Strahlenkranz und einer Mandorla umgebene Madonna mit Kind, eine Nachbildung einer gotischen Statue.

## Orgel

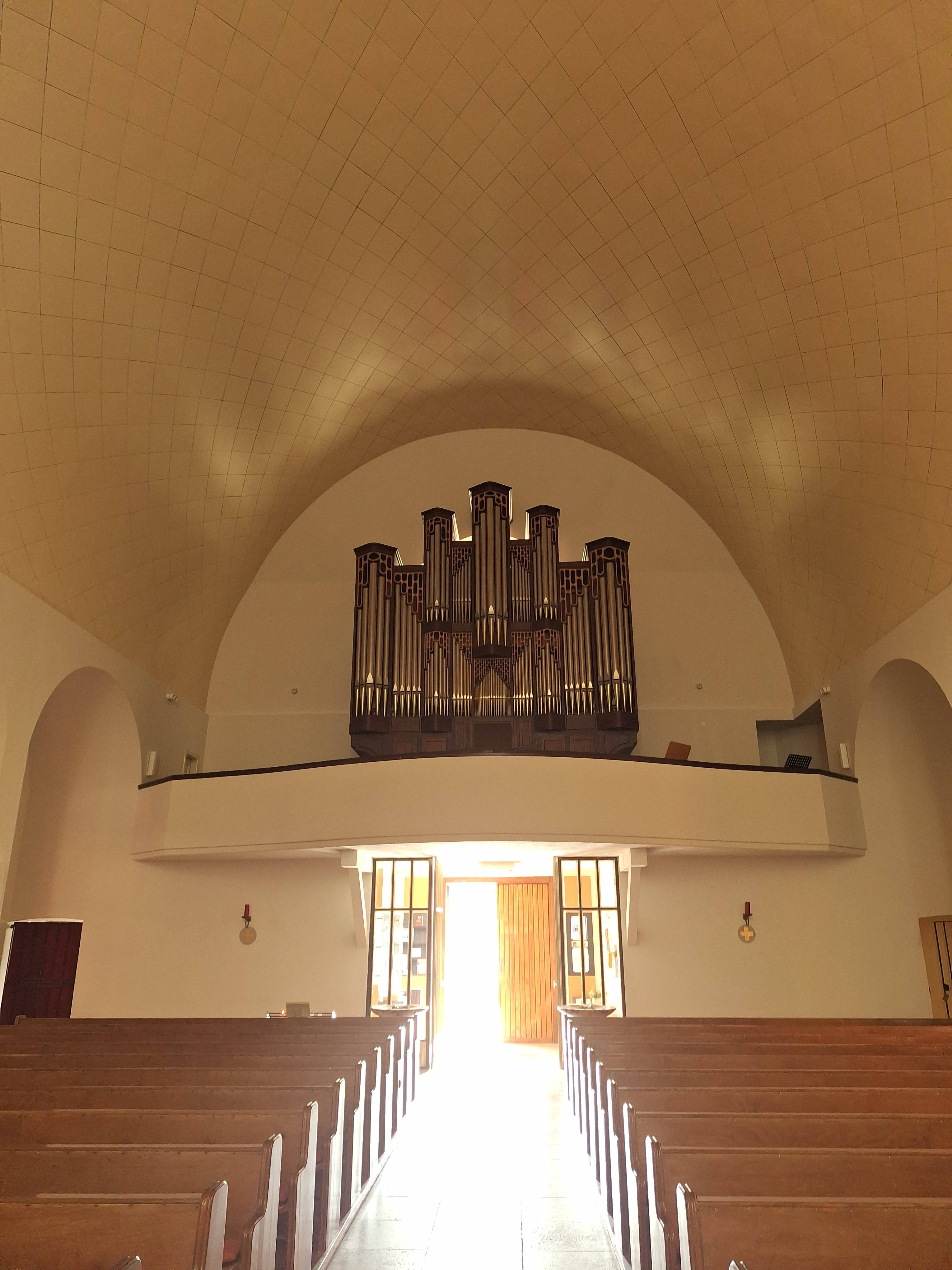
Bruno Riedl-Orgel, 1987

Das Instrument ist eine mechanische Schleifladenorgel mit 24 Registern. Sie wurde mit einem massive Eichengehäuse in der Werkstatt von Bruno Riedl in Linz geschaffen und weist 1728 Pfeifen auf. Die Anschaffung der Riedel-Orgel unterstützte maßgeblich Lothar Beckel, von dem auch Prospektentwürfe stammen. Die Orgelweihe nahm Bischof Maximilian Aichern am 31. Mai 1987 vor.

## Glocken
Alle Glocken wurden am 4. April 1954 in St. Florian gegossen.
Die Marienglocke hat ein Gewicht von 962 kg, erklingt im Ton f und hat einen Durchmesser von 117 Zentimetern. Sie hat Reliefs der Schutzmantelmadonna und des heiligen Nikolaus. Die Inschriften lauten: „Maria, beschütze unsere Wege!“ und „St. Nikolaus – Schirmherr unserer Mutterpfarre – beschütze dieses Tal!“
Die Christopherusglocke hat ein Gewicht von 712 kg, erklingt im Ton g und hat einen Durchmesser von 105 Zentimetern. Sie hat Reliefs des heiligen Christopherus und des heiligen Wolfgangs. Die Inschriften lauten: „St. Christophorus, begleite unsere Fahrten!“ und „St. Wolfgang – Apostel unserer Heimat – stärke unsere Glaubenskraft!“
Die Josefiglocke hat ein Gewicht von 408 kg, erklingt im Ton b und hat einen Durchmesser von 85 Zentimetern. Sie hat Reliefs des heiligen Josefs und des heiligen Leonhard. Die Inschriften lauten: „St. Josef – Schutzherr unserer Arbeiter – segne unserer Hände Werk!“ und „St. Leonhard, beschütze uns Hab und Gut!“